# Річанський заказник
Річа́нський зака́зник — загальнозоологічний заказник загальнодержавного значення в Україні. Розташований у межах Довжанської територіальної громади Хустського району Закарпатської області, на схід від села Броньки. 
Площа 2408 га. Створений у 1985 році. 
Охороняється лісовий масив, що є місцем концентрації та розмноження цінних видів тварин. Основними лісотвірними породами є бук і дуб з домішкою ялини, ясена, липи, вільхи. 
Тваринний світ характерний для лісів Закарпаття: олень благородний, сарна європейська, свиня дика, куниці — лісова і кам'яна, ведмідь бурий, рись, а також кіт лісовий, занесений до Червоної книги України. 
Гірські потічки — притоки річки Боржави і (частково) Ріки, є місцем нересту і нагулу рідкісних видів риб. 
- Поруч розташований іхтіологічний заказник «Ріка».

### Території природно-заповідного фонду у складі заказника «Річанський»
Нерідко, заказника передує створення одного або кількох об'єктів природно-заповідного фонду місцевого значення. В результаті, великий заказник фактично поглинає раніше створені ПЗФ. Проте їхній статус зазвичай зберігають. 
До складу території заказника «Річанський» входять такі об'єкти ПЗФ України: 
- Заказник місцевого значення «Ріка», іхтіологічний.